# Saint-Jean-de-Luz
Saint-Jean-de-Luz település Franciaországban, Pyrénées-Atlantiques megyében. Lakosainak száma 14 690 fő (2022. január 1.). Saint-Jean-de-Luz Guéthary, Ahetze, Ascain, Bidart, Ciboure és Saint-Pée-sur-Nivelle községekkel határos.

## Népesség
A település népessége az elmúlt években az alábbi módon változott:
| Lakosok száma | 12 967 | 14 133 | 14 561 | 14 093 | 14 198 | 14 196 | 14 282 | 14 601 | 14 690 |
|               | 2013   | 2015   | 2016   | 2017   | 2018   | 2019   | 2020   | 2021   | 2022   |